# Nina Gocławska

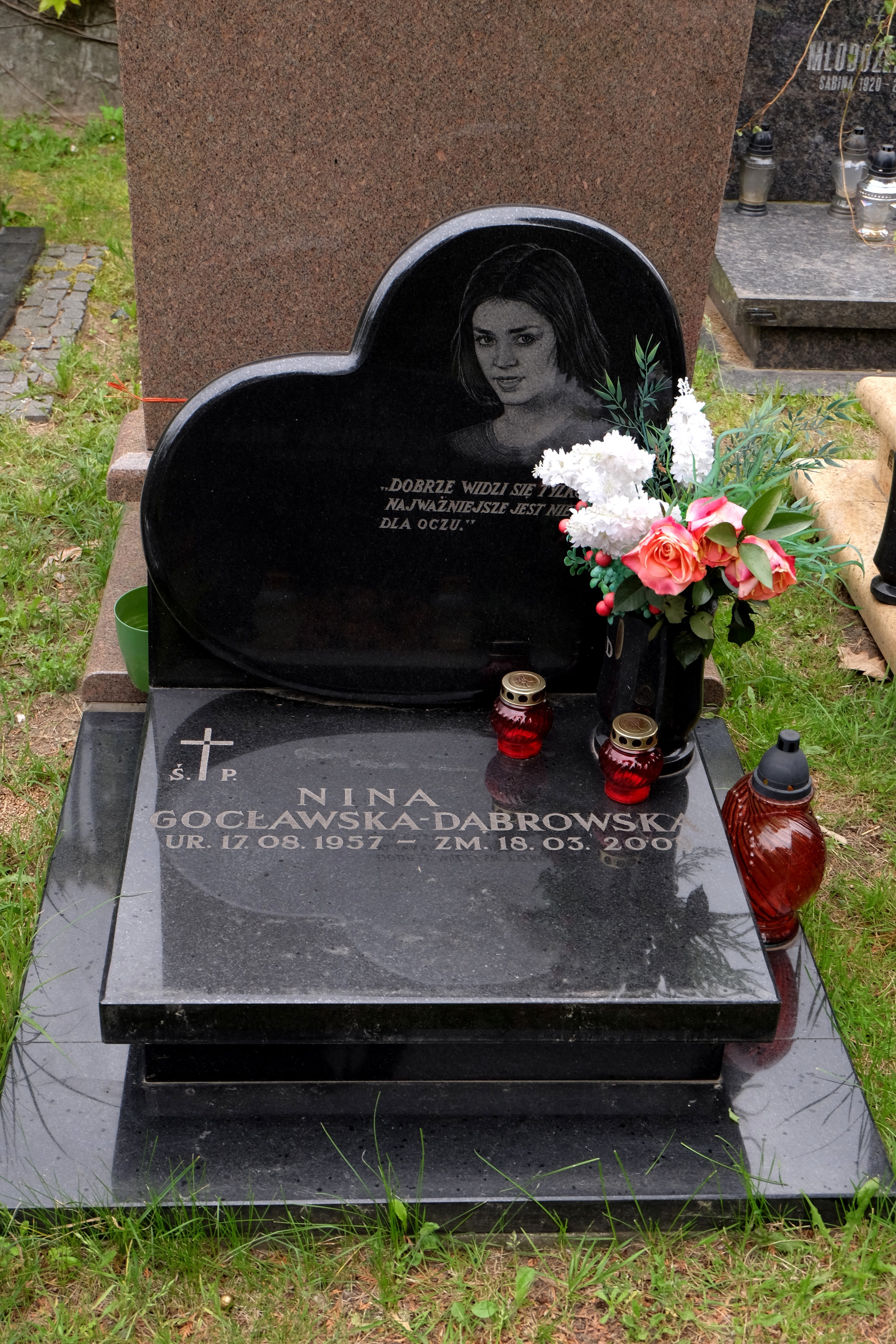
Grób Niny Gocławskiej na Cmentarzu Wojskowym na Powązkach w Warszawie

Nina (wł. Janina Alicja) Gocławska (ur. 17 sierpnia 1957, zm. 18 marca 2009 w Warszawie) – polska tancerka, aktorka i prezenterka telewizyjna.

## Życiorys
Absolwentka Warszawskiej Szkoły Baletowej. Po jej ukończeniu została zatrudniona jako tancerka w Cygańskim Zespole Pieśni i Tańca „Roma”, w którym była jedyną Polką. Od 1980 roku pracowała w warszawskim Teatrze Syrena jako aktorka i tancerka. Na początku lat 80. wyszła za mąż.
W 1981 roku, zagrała rolę Małgorzaty Czarneckiej, stewardesy, w serialu 07 zgłoś się. W zamierzeniu rola miała być bardziej rozbudowana – serialowa stewardesa miała mieć gorący romans z porucznikiem Borewiczem, jednak aktorka zaszła w ciążę i musiała zrezygnować z dalszej pracy w tej produkcji. Wystąpiła w dwóch odcinkach tego serialu, a niedługo później urodziła córkę – Elizę. W Teatrze Roma aktorkę dostrzegła Nina Terentiew i postanowiła zrobić z niej gwiazdę telewizji.
W 1985 roku została prezenterką programu Piękni i wspaniali, w którym nazywana była Panią Małgosią (żeby uniknąć dwóch Nin na wizji). Program ten, nadawany w poniedziałkowe wieczory o 19.00 w TVP2, miał bardzo wysoką oglądalność, pojawiali się w nim sławni artyści, regularnie występował tam Czesław Majewski. Teksty dla Gocławskiej pisała Maria Czubaszek, a sama aktorka zyskała popularność. Nadal pracowała także na etacie w Syrenie, prowadziła też różne imprezy rozrywkowe, m.in. kilkakrotnie Konkurs Miss Polonia.
W 1996 roku zrezygnowała z pracy zawodowej, by całkowicie poświęcić się opiece nad chorym mężem, wymagającym kilku dializ dziennie. Niedługo później została wdową.
W 2008 roku lekarze zdiagnozowali u niej chorobę nowotworową. Zmarła w Warszawie 18 marca 2009 roku w wieku 51 lat. Pochowana została na cmentarzu Powązki Wojskowe w Warszawie (kwatera B43-2-19).

## Spektakle teatralne (wybór)
- 1980: Warto byś wpadł (reż. Witold Filler)
- 1982: Festiwal za 100 zł. jako Consuela (reż. W. Filler)
- 1983: Seks i polityka jako Ewa (reż. W. Filler)
- 1987: Szalone lata jako pani Małgosia (reż. W. Filler)
- 1988: W zielonozłotym Singapurze (reż. W. Filler)

## Filmografia
- 1981: 07 zgłoś się jako stewardesa Małgorzata Czarnecka, odc. 10, 11
- 1988: Pan Kleks w kosmosie jako Gina Casate, właścicielka wypożyczalni kosmolotów